# А що як... Капітан Картер була б першою месницею?
«А що як... Капіта́н Ка́ртер була́ б пе́ршою ме́сницею?» (англ. What If… Captain Carter Were the First Avenger?) — перший епізод першого сезону американського анімаційного телесеріалу «А що як...?», заснованого на однойменній серії коміксів від Marvel Comics. У цьому епізоді досліджується, що сталося б, якби події фільму «Капітан Америка: Перший месник» (2011) відбулися б по-іншому, де Пеґґі Картер приймає сироватку суперсолдата замість Стіва Роджерса, ставши супергероїнею «Капітан Картер». Сценарій епізоду написала головна сценаристка А. С. Бредлі, а режисером став Браян Ендрюс.
Джеффрі Райт розповідає події мультсеріалу в ролі Спостерігача, і в озвучці епізоду також взяли участь Гейлі Етвелл (Картер), Себастіан Стен, Домінік Купер, Стенлі Туччі, Тобі Джонс, Бредлі Вітфорд, Росс Маркванд і Даррелл Гаммонд. Розробка серіалу почалася до вересня 2018 року, і Ендрюс і Бредлі приєдналися незабаром після цього, і очікувалося, що безліч акторів повернуться до своїх ролей з фільмів. В епізоді показано, як Картер бореться з сексизмом, стаючи при цьому супергероїнею. Анімацію до епізоду надала студія Blue Spirit, причому Стефан Франк виступив в якості глави анімації; вони черпали натхнення з кіносеріалів і старих військових фільмів 1940-х років.
«А що як... Капітан Картер була б мершою месницею?» вийшов на Disney+ 11 серпня 2021 року. Критики високо оцінили виступ Етвелл і бойові сцени, але у них були змішані почуття з приводу виступів інших повернулися кіноакторів, елементів стилю анімації і того, чи була історія хорошим введенням в серіал або занадто схожою на «Капітан Америка: Перший месник».

## Сюжет
У 1942 році під час Другої світової війни Стів Роджерс був обраний, щоб стати першим в світі суперсолдатом, отримавши сироватку суперсолдата, розроблену доктором Абрагамом Ерскіном. Коли Ерскін запитує, чи хоче агент Стратегічного Наукового Резерву (СНР) Пеґґі Картер спостерігати за процедурою з безпечної відстані, вона вирішує залишитися в кімнаті.
Поки винахідник Говард Старк готується провести Роджерса через процедуру, Гайнц Крюґер, шпигун з нацистського наукового підрозділу «Гідра», нападає на лабораторію і намагається вкрасти сироватку. Він вбиває лідера СНР Честера Філліпса і стріляє в Роджерса, після чого Картер вбиває Крюґера. Маючи обмежений час для завершення процедури, Картер добровільно погоджується взяти сироватку. Вона успішно удосконалюється, але новий лідер СНР Джон Флінн відмовляється дозволити їй приєднатися до війни, аргументуючи це тим, що вона жінка.
У Норвегії лідер «Гідро» Йоган Шмідт / Червоний Череп отримує Тесеракт, що містить в собі камінь Простору — потужний артефакт, здатний маніпулювати простором, за допомогою якого він планує виграти війну. Флінн відмовляється посилати кого-небудь, щоб зупинити Шмідта, але Старк таємно дає Картер костюм і щит з вібранія, які вона використовує для атаки на конвой «Гідри» і успішного вилучення Тесеракт і вченого «Гідри» Арніма Золи. Після цього успіху Флінн просуває Картер на бойову роль, і вона стає «Капітаном Картер».
Картер і Роджерс рятують одного Роджерса Бакі Барнса, коли його захоплюють сили «Гідри», при цьому Роджерс пілотує озброєний і броньований костюм «трощівника "Гідри"», який Старк побудував за допомогою Тесеракта. Картер і Роджерс продовжують боротися в численних битвах з Барнсом і завиваючи Коммандос, поки Роджерс не пропадає безвісти, імовірно гинучи, під час нападу на поїзд «Гідри».
Картер і її союзники проникають у замок Шмідта після того, як вона дізнається його місце розташування від Золи, і знаходять Роджерса живим. Шмідт використовує Тесеракт, щоб відкрити портал і викликати Міжпросторову істоту, якого він назвав "Чемпіоном Гідри", який швидко його вбиває. Картер і Роджерс борються з істотою, поки у «трощівника "Гідри"» не вичерпується енергія. Коли Старк закриває портал, Картер жертвує собою, входячи в нього, одночасно штовхаючи істоту назад в нього.
Майже 70 років по тому Тесеракт відкриває ще один портал, з якого виходить Картер, зустрічаючи Ніка Ф'юрі і Клінта Бартона.

## Виробництво

### Розробка
До вересня 2018 року студія Marvel розробляла анімаційний серіал-антологію за мотивами коміксів «What If», який б досліджував, як змінилися б фільми КВМ, якби певні події відбувалися інакше. Головна сценаристка А. К. Бредлі приєднався до проєкту в жовтні 2018 р. з режисером Браяном Ендрюсом на зустрічі з керівником Marvel Studios Бредом Віндербаумом щодо проєкту ще у 2018 році; про участь Бредлі та Ендрюса було оголошено у серпні 2019 року. Вони разом з Віндербаумом, Кевіном Файґі, Луїсом Д'Еспозіто і Вікторією Алонсо стали виконавчими продюсерами.:2. А. С. Бредлі написала перший епізод під назвою «А що як... Капітан Картер була б першою месницею?», у якому зображена альтернативна сюжетна лінія фільму «Капітан Америка: Перший месник» (2011). «А що як... Капітан Картер була б першою месницею?» вийшов на Disney+ 11 серпня 2021 року.

### Написання
В альтернативній сюжетної лінії епізоду Пеґґі Картер приймає сироватку суперсолдата замість Стіва Роджерса. Картер стає героєм, відомим як Капітан Картер, у той час як Роджерс надягає збрую, розроблені Говардом Старком. Капітан Картер натхненна персонажем Пеґґі Картер / Капітаном Америкою, яка вперше з'явилася в відеогрі «Marvel Puzzle Quest» та в серії коміксів «Exiles» (том 3), а також персонажем Marvel Comics Капітаном Британія. Під час розробки серіалу Бредлі і сценаристи зрозуміли, що Капітан Картер вирізнялася з-поміж інших персонажів серіалу, і вирішили продовжити її історію після цього епізоду, повертаючись до неї як мінімум в одному епізоді кожного майбутнього сезону.
Бредлі вирішила почати серіал з епізоду, який залишався близьким до сюжетної лінії фільму, який він зраджував, щоб дозволити глядачам ознайомитися з задумкою, перш ніж «кинути їх в саму гущу». Спочатку вона планувала епізод, заснований на Капітана Америці, в якому Стів Роджерс впав з поїзда «Гідри» і став вбивцею з промитими мізками (замість Баки Барнса, як це видно в фільмах). Роджерс став би «Капітаном Гідрою» і взяв би на себе керівництво «Гідрою», а колишній лідер Червоний Череп об'єднав би сили з Картер, Барнсом і Говардом Старком, щоб зупинити Роджерса. Крім того, Ендрюс запропонувала ідею для серіалу, в якому оригінальні версії Капітана Америки і Пеґґі Картер боролися разом з персонажем Pacific Comics ракетників (який з'явився в однойменному фільмі 1991 року режисера «Капітана Америки: Перший месник» Джо Джонстона). Файґі і Віндербауму сподобалися ці задумки, але вони зупинилися на аналогічній сюжетної лінії Капітана Картера в якості однієї з перших концепцій для серіалу. Незважаючи на те, що Картер з'являлася в декількох фільмах, короткометражці Marvel One-Shots «Агент Картер» і телесеріалі «Агент Картер», в Marvel відчували, що вони могли зробити більше з цим персонажем.
Бредлі було доручено знайти одну точку в «Капітані Америці: Перший месник», яку можна було б змінити, щоб Картер прийняла сироватку замість Роджерса, і зупинилася на моменті, коли Абрахам Ерскін просить Картер почекати в оглядовому кабінці, поки Роджерс проходить процедуру. В епізоді Картер вирішує залишитися в кімнаті. Бредлі пояснила, що це зробило епізод менше про Картер, яка приймає сироватку, і більше про «жінці, яка залишається в кімнаті. Що відбувається, коли жінка залишається в кімнаті? Що ж, світ змінюється. Що відбувається, коли Пеґґі Картер показує свою цінність?». Вона відчувала, що ця ідея має значення для обстановки епізоду 1940-х років, а також актуальна для сучасности, зображуючи Картер як сильного феміністського персонажа, яка повинна боротися за право бути супергероєм, незважаючи на прийом сироватки. Бредлі була фанаткою Картер до роботи над серіалом, включаючи її виступу в One-Shots і телесеріалі, і вирішила включити в епізод персонажа One-Shot Джона Флінна. Флінн бере на себе роль Честера Філліпса, роль якого виконав Томмі Лі Джонс в «Капітані Америці: Перший месник», і виступає в якості антагоніста через свою сексистської натури, яка контрастує з повагою, яке Філліпс виявив до Картер у фільмі.
Віндербаум порахував, що підхід Бредлі був емоційним і орієнтованим на персонажа:1. Ендрюс описав цей епізод як «якесь старе добре м'ясисте дію, за яким стоїть [актуальне для сучасности] послання; фемінізм, що б'є нацистів по обличчю». Зірка Гейлі Етвелл була в захопленні від того, як ця версія персонажа просунулася в ролі, відчуваючи, що це «ставить крапку в осоружному оповіданні, в якому вона недовикористовується в порівнянні зі своїми колегами-чоловіками... Вона знає собі ціну, завжди знала, і тут вона отримує можливість реалізувати себе». Картер виявляє, що їй легко використовувати свої нові здібності, і робить це набагато веселіше, ніж Роджерс в «Капітані Америці: Перший месник». Алонсо закликала Бредлі і Ендрюса «дозволити [Картер] веселитися при надіраніі дуп», а не просто бути серйозною весь час, демонструючи те, що Етвелл назвав «нахабством, стилем і талантом». Велика частина епізоду паралельна «Капітану Америці: Перший месник», включаючи кінцівку, де Картер зникає майже на 70 років, як це зробив Роджерс у фільмі. Єдине, що не змінюється - це історія кохання між Картер і Роджерсом, яку Віндербаум описав як «свого роду зв'язок. Незалежно від того, як ви повертаєте реальність, ця любов істинна». Роджерс стає героєм «трощівником "Гідри"» в епізоді, щоб краще показати їх відносини. 

### Кастинг

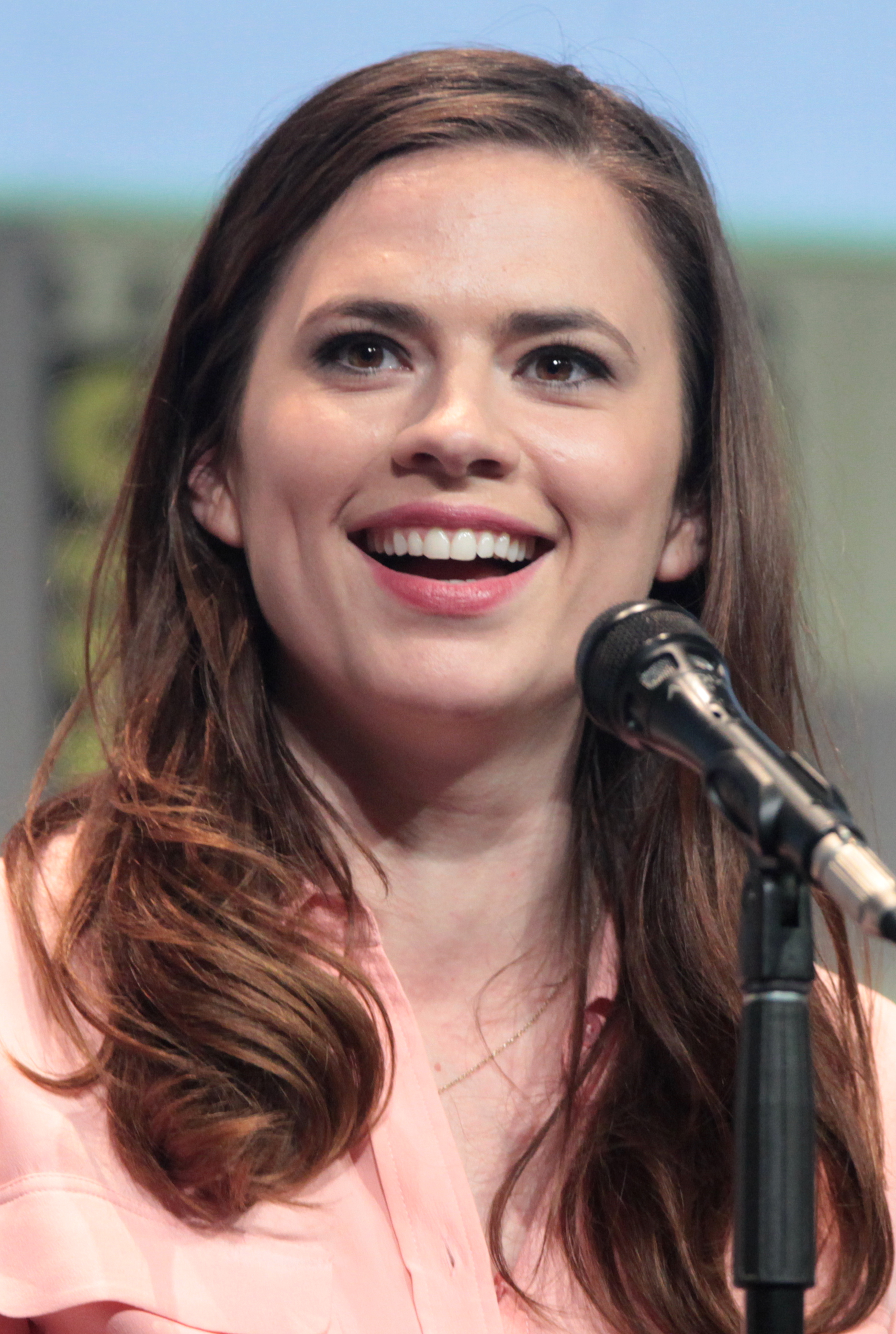
Гейлі Етвелл озвучує Капітана Картер, повторюючи свою роль Пеґґі Картер з минулих проєктів КВМ

Джеффрі Райт розповідає події епізоду в ролі Спостерігача, причому Marvel планує, щоб інші персонажі серіалу були озвучені акторами, які зображували їх у фільмах КВМ. У цьому епізоді своїх персонажів з «Капітана Америки: Перший месник» озвучують Гейлі Етвелл (Пеґґі Картер / Капітан Картер), Семюел Л. Джексон (Нік Ф'юрі), Стенлі Туччі (Абрахам Ерскін), Домінік Купер (Говард Старк), Ніл Макдона (Дум-Дум Дуґан), Себастіан Стен (Бакі Барнс) і Тобі Джонс (Арнім Зола). Стен був здивований, що у нього були кумедні репліки в епізоді, з огляду на відсутність комедії у Барнса в фільмах КВМ. Джеремі Реннер знову виконує свою роль Клінта Бартона / Соколиного ока з фільмів КВМ, в той час як Бредлі Вітфорд повернувся в ролі полковника Джона Флінна з короткометражки Marvel One-Shot «Агент Картер», привносячи «придуркуватість» в свою роль, по словами А. С. Бредлі . Персонажі «Капітана Америки: Перший месник» Честер Філліпс, Гайнц Крюґер і члени виючого Коммандос також з'являються в епізоді, хоча без будь-яких реплік.  
Кріс Еванс не повернувся до своєї ролі Стіва Роджерса з серії фільмів, і Джош Кітон озвучив цього персонажа в епізоді. Режисер по кастингу Джош Стеймі вибрав Кітона з чотирьох або п'яти кандидатів, надісланих знімальній групі, причому Бредлі відчувала, що Кітон явно виділявся з них. Ендрюс приписав заміну графіком Еванса, і він спочатку вважав, що інший актор не зможе взяти на себе цю роль. Він похвалив емоційний настрій Кітона, коли він озвучував Роджерса, зазначивши, що вони не хотіли, щоб він робив пряме наслідування Евансу. Г'юго Вівінґ також не повернувся до своєї ролі Йогана Шмідта / Червоного Черепа з «Капітана Америка: Перший месник», і Росс Маркуанд озвучив персонажа, як він це зробив у фільмах «Месники: Війна нескінченности» (2018) і «Месники: Завершення» (2019). Крім того, Даррелл Гаммонд і Айзек Робінсон-Сміт озвучують нацистського генерала і Брика відповідно.

### Анімація
Анімацію до епізоду надала студія Blue Spirit:30:30:4, причому Стефан Франк виступив в якості глави анімації. Ендрюс розробив сіл-шейдінговий стиль анімації серіалу з Райаном Майнердінгом, главою відділу візуального розвитку Marvel Studios, і він особливо надихався кіносеріалів і старими воєнними фільмами 1940-х років для цього епізоду. Хоча серіал має єдиний художній стиль, такі елементи, як кольорова палітра, розрізняються між епізодами; Майнердінг заявив, що цей епізод має «теплі, золотисті кольори»:4. Концепт-арт для епізоду включений в фінальні титри, і Marvel випустила його онлайн після прем'єри епізоду. 
Ендрюс працював художником-раскадровщіком в декількох фільмах КВМ і адаптував деякі зі своїх невикористаних поз і рухів Капітана Америки для бойових сцен Капітана Картер. Обговорюючи найбільш складні аспекти анімації серіалу, Франк сказав, що «високий стрілялки» знаходиться на одному кінці цього спектра, і навів як приклад бойові сцени Картер в епізоді, особливо сцену, в якій вона атакує кілька літаків. Це було пов'язано з тим, що руху в стилі анімації серіалу були унікальними і повинні були бути вивчені командою аніматорів під час створення епізоду. Бредлі або Ендрюс запропонували, щоб епізод закінчився Міжпросторового монстром з щупальцями, так як схожі істоти з'являлися в серіалах 1940-х років. Бредлі заснувала свій опис в сценарії на Абіліске, межпространственном монстра з щупальцями з фільму «Вартові Галактики 2»(2017), але потім дозволила команді аніматорів «просто сходити з розуму» під час роботи над остаточним дизайном. Ендрюс черпав натхнення в мітах Ктулху для цієї істоти, відчуваючи, що «чим більше щупалець, тим краще». Деякі коментатори вважали, що ця істота була персонажем Marvel Comics Шума-Горатом, але Майнердінг сказав, що вони не адаптували будь-якого конкретного персонажа коміксів для дизайну.

### Музика
Композитор Лора Карпман об'єднала елементи існуючих партитур КВМ з оригінальною музикою для серіалу, зокрема, посилаючись на елементи музики Алана Сільвестрі в «КапітанІ Америці: Перший месник» для цього епізоду. Щоб уявити Капітана Картер, Карпман «перевернула [музику] з ніг на голову», перевернувши головну тему Сільвестрі для Капітана Америки, щоб спадні ноти з'являлися щоразу, коли піднімалися його ноти. Карпман хотіла, щоб музика в епізоді звучала так, як ніби вона була написана для військового фільму 1940-х років, а не для сучасної історії про 1940-х роках. Marvel Music і Hollywood Records випустили саундтрек до епізоду в цифровому форматі 13 серпня 2021 року зі музикою Карпман. 
| А що як... Капітан Картер була б першою месницею? (Оригінальний саундтрек) | А що як... Капітан Картер була б першою месницею? (Оригінальний саундтрек) | А що як... Капітан Картер була б першою месницею? (Оригінальний саундтрек) |
| #                                                                          | Назва                                                                      | Тривалість                                                                 |
| -------------------------------------------------------------------------- | -------------------------------------------------------------------------- | -------------------------------------------------------------------------- |
| 1.                                                                         | «Main Title»                                                               | 1:07                                                                       |
| 2.                                                                         | «My Favorite Story...??»                                                   | 1:39                                                                       |
| 3.                                                                         | «A Lighter»                                                                | 1:25                                                                       |
| 4.                                                                         | «A New Hero»                                                               | 0:56                                                                       |
| 5.                                                                         | «Glorified Battery»                                                        | 1:35                                                                       |
| 6.                                                                         | «Attack of the Peggy»                                                      | 2:02                                                                       |
| 7.                                                                         | «What to Do»                                                               | 0:45                                                                       |
| 8.                                                                         | «You Owe Me a Dance»                                                       | 1:39                                                                       |
| 9.                                                                         | «Rescue»                                                                   | 1:04                                                                       |
| 10.                                                                        | «Demands to a God»                                                         | 1:22                                                                       |
| 11.                                                                        | «You Are My Hero»                                                          | 0:47                                                                       |
| 12.                                                                        | «Tragic Fall»                                                              | 2:29                                                                       |
| 13.                                                                        | «Captain's Speech»                                                         | 0:39                                                                       |
| 14.                                                                        | «Assault to the Castle»                                                    | 2:06                                                                       |
| 15.                                                                        | «Growing Tentacles»                                                        | 1:08                                                                       |
| 16.                                                                        | «All Day»                                                                  | 1:44                                                                       |
| 17.                                                                        | «She’s Gone»                                                               | 0:37                                                                       |
| 18.                                                                        | «We Won the War»                                                           | 0:38                                                                       |
| 23:48                                                                      |                                                                            |                                                                            |

## Маркетинг
3 серпня 2021 року Marvel анонсувала серію постерів, створених різними художниками для кожного епізоду серіалу, і перший постер із зображенням Капітана Картер також був представлений в той день. Його дизайнер - Фрея Беттс. 12 серпня був опублікований додатковий рекламний постер із зображенням Капітана Картер і цитатою з епізоду; художником постера був Метт Нідл. Після виходу епізоду Marvel оголосила про продаж товарів, натхненні цим епізодом, у рамках щотижневої акції «Marvel Must Haves» для кожного епізоду серіалу, включаючи одяг, аксесуари, Funko Pops, Marvel Legends і набори Lego, засновані на Капітана Картер, «трощівника "Гідри"» і Спостерігача. 

## Сприйняття
Сайт-агрегатор рецензій Rotten Tomatoes присвоїв епізоду рейтинг 100% із середнім балом 7/10 з 10 на основі 7 відгуків.
Сем Барсанті з The AV Club оцінив епізод на «B +» і сказав, що він відповідає всім його критеріям для гарної сюжетної лінії «що, якщо», похваливши то, як епізод зміг поглибити існуючі відносини між Картер і Роджерсом, і виявив, що бойові сцени мають «більше візуального хизування, ніж що-небудь в будь-якому з пригод в ігровому кіно КВМ». Він дійсно задався питанням, чи не «зшахраювати» чи Бредлі, скорегувавши додаткові елементи з фільму після початкового моменту «що, якщо». Бредлі Рассел з GamesRadar + похвалив свіжий погляд епізоду на КВМ і описав його як «вірний хіт». Він сказав, що стиль анімації був «придбаним смаком», і порівняв деяких другорядних персонажів зі старої графікою відеоігор, але він відчув, що головні герої виглядають «чудово», і сказав, що «справжня анімація дивно кінетічна і часто виходить за рамки того, що могло бути досягнуто в живому виконанні». Том Йорґенсен з IGN поставив епізоду 6 балів з 10, насолоджуючись коротким хронометражём і порахувавши епізод хорошим способом «полегшити глядачам доступ» до серіалу, оскільки він не вносить серйозних змін в історію фільму. Він виділив бойові сцени, але відчув, що стиль анімації не працює так само добре для сцен з діалогами. 
Кірстен Говард з Den of Geek порахувала епізод забавним, але «пробіг аудиторії може варіюватися» в залежності від їх існуючої оцінки Картер. Вона сказала, що було «приємно» бачити бої Картер в епізоді, коли анімація в бойових сценах досягала того, чого не могли досягти в ігровому кіно, але Ховард не сильно любила стиль анімації, і вона хотіла, щоб серіал використовував різні стилі для різних епізодів, як це було в серіалі «Любов, смерть і роботи». Вона також відчувала, що історія цього епізоду була зайвою для тих, хто бачив фільми. Енджі Ган з «The Hollywood Reporter» вважає, що цей епізод був «прекрасною ідеєю, яка перетворилася в теплий перезапуск «Капітана Америки: Перший месник», приправлений розпливчастими темами про розширення прав і можливостей жінок». Чарльз Пулліам-Мур з io9 описав епізод як «потрапляє в знайомі ритми історії про Сильному жіночому персонажа, який піднімається, щоб перемогти сексизм, одночасно рятуючи становище», і відчув, що ступінь сексизму Флінна в епізоді була комічною. Він дійсно думав, що історія епізоду дозволила виділити кращі риси особистости Картер, але прийшов до висновку, що він хотів би, щоб серіал був більш сміливим у майбутніх епізодах, а не просто переказував фільм з невеликими відмінностями. Алан Сепінуолл з «Rolling Stone» сказав, що цей епізод був «аномалією» в порівнянні з іншими епізодами серіалу, тому що зміна того, щоб Картер прийняла сироватку, не сильно змінило загальну історію фільму, але він відчував, що це спрацювало, тому що Картер є привабливим персонажем, і аніматори змогли «відмінно попрацювати» з бойовими сценами.
Рассел сказав, що Райт привніс вагомість в розповідь епізоду, але у нього були змішані думки про повернулися акторів КВМ; він відчував, що деякі змогли поліпшити «і без того захоплюючий сценарій», такі як Етвелл, але інші дали втомлені виступу на одній ноті. Барсанті також похвалив Етвелл і додатково виділив Вітфорд, але відчув, що інша частина акторського складу була «в основному нормальна, та й не більше того», в той час як Пулліам-Мур відчував, що виступ Етвелл звучало найбільш комфортно в порівнянні з акторами другого плану, такими як Стен. Йорґенсен назвав виступ Етвелл «захопленим», похвалив Райта, порівнявши його з Родом Серлінґом, і вважав, що зображення Кітон Роджерса було «повністю узгодженим» з версією Еванса з фільмів. 